# タング (SS-306)
タング (USS Tang, SS-306) は、アメリカ海軍の潜水艦。バラオ級潜水艦の一隻。艦名はニザダイ科の一部の通称に因む。

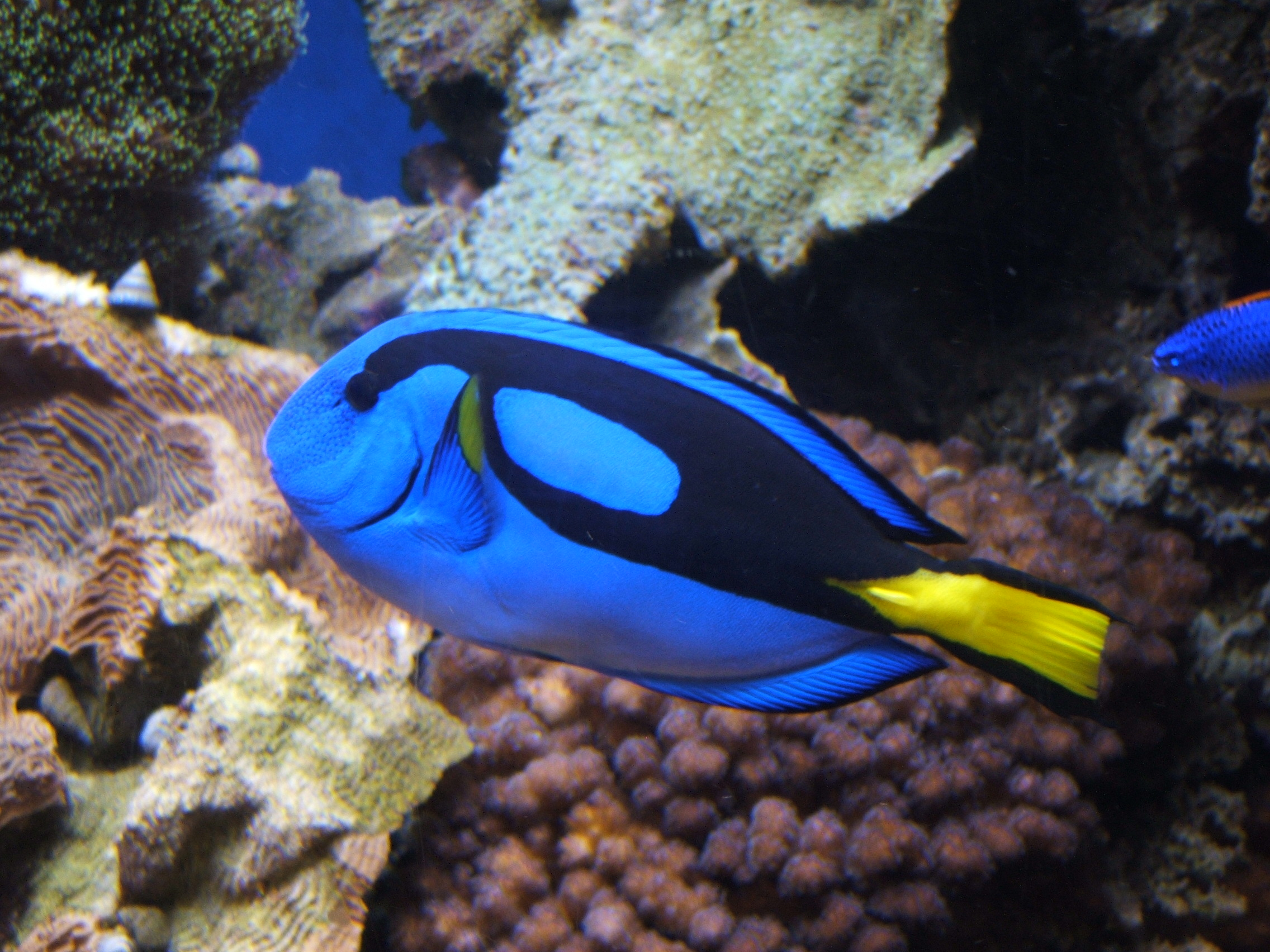
ナンヨウハギ（Blue tang）

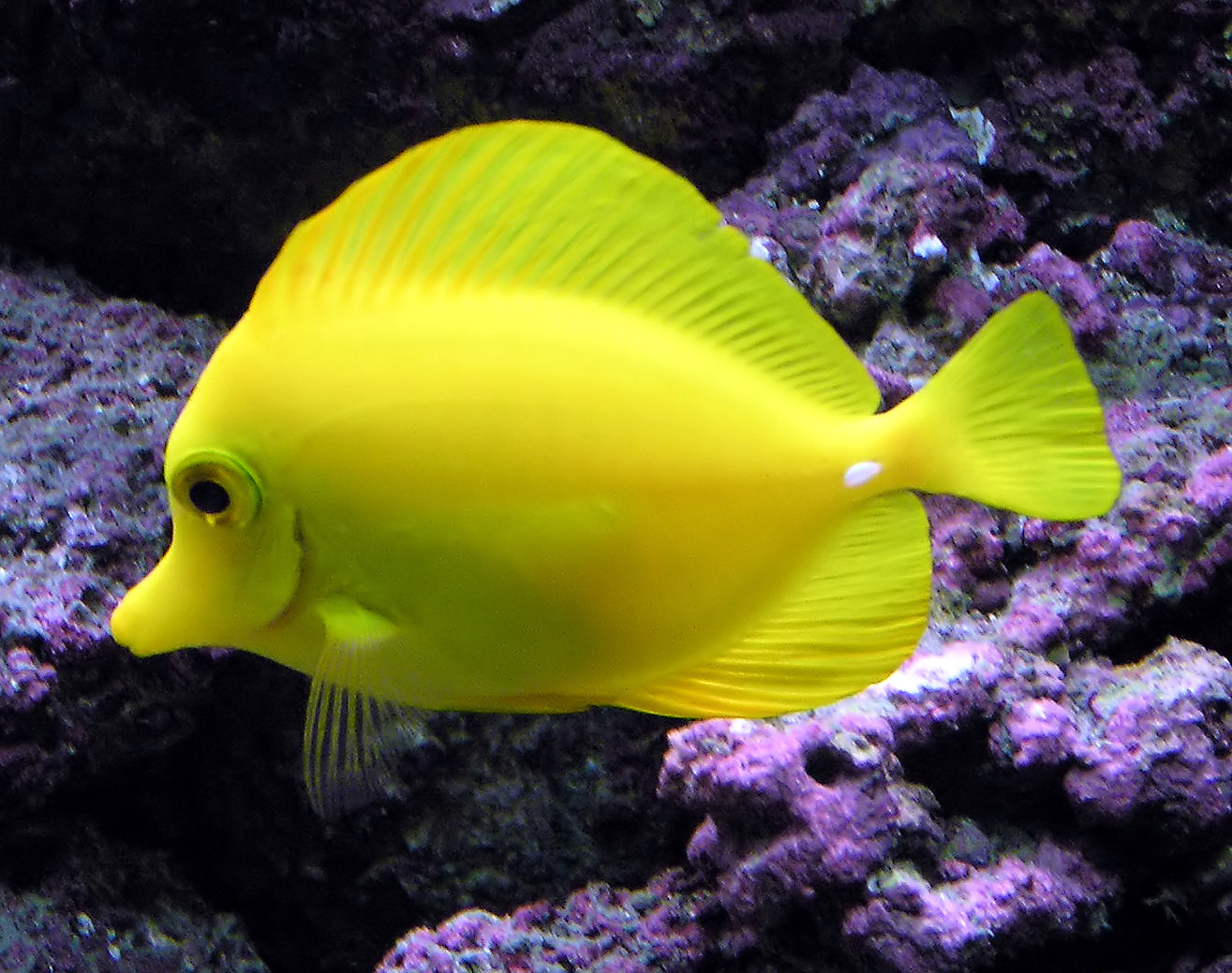
キイロハギ（Yellow tang）

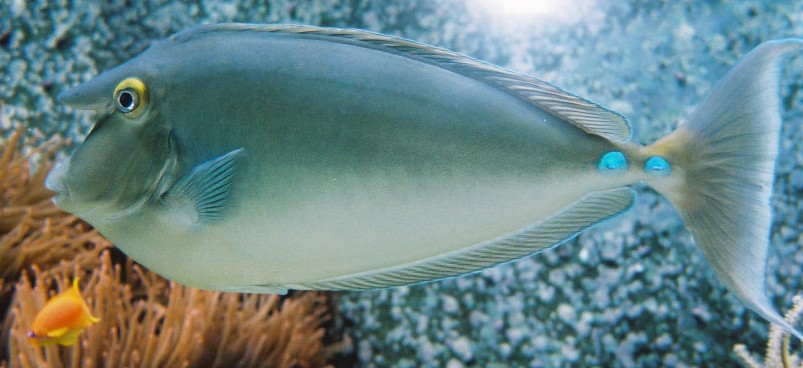
テングハギ（Unicorn tang）

## 艦歴
タングは1943年1月15日にカリフォルニア州ヴァレーホのメア・アイランド海軍造船所で起工した。1943年8月17日にアントニオ・S・ピトレ夫人によって命名、進水し、1943年10月15日に艦長リチャード・オカーン少佐（アナポリス1934年組）の指揮下就役する。オカーンはワフー (USS Wahoo, SS-238) の副長として数々の功績を挙げていた。タングは1943年11月30日に海軍に引き渡された。
タングはメア・アイランドで艤装を完了し、カリフォルニア州サンディエゴに移動、18日間の猛訓練の後ハワイに向けて出航する。1944年1月8日に真珠湾に到着し、戦闘に備えて2週間の訓練を行った。

### 第1の哨戒 トラック
1月22日、タングは最初の哨戒でカロリン諸島、マリアナ諸島方面に向かった。タングはウェーク島近海を経てトラック諸島近海に到着。2月8日に帰投中のガードフィッシュ (USS Guardfish, SS-217) と会合した後、ウールール島近海に移動した。当時、アメリカ海軍はエニウェトクの戦いの支援作戦であるトラック島空襲を控え、トラックから脱出する艦船を叩き、かつ味方の援護に従事させるべく、トラックの周囲に9隻の潜水艦を配置し、タングもその1隻として配置された。
2月17日未明、タングはレーダーにより2隻の貨物船、1隻の駆逐艦、および5隻の小型護衛艦からなるであろう輸送船団の接近を探知。この船団は横浜からトラックに向かっていた3206船団であった。タングは3206船団を追跡したが、船団まで7,000ヤードまで接近した時、1隻の護衛艦がタングの方に向かってくるのを確認し、タングは潜航。直後に爆雷を5発投じられたが、被害はなかった。タングは潜望鏡深度に戻して観測し、2時35分、タングは(北緯08度02分 東経149度17分 / 北緯8.033度 東経149.283度) の地点で暁天丸（拿捕船/陸軍運航、6,854トン/旧英船エンパイア・ドラゴン）に対して魚雷を4本発射。そのうち3本が命中し、暁天丸は大爆発を起こした末に船尾から沈んでいった。タングは2度目の攻撃をかけるべく3206船団の前方に出ようと試みたが、間もなく船団は去っていった。2日間にわたるトラック島空襲が終わると、タングはサイパン島西方の新哨戒海域に移動することとなった。
2月22日夜、タングは3隻の輸送船と4隻の護衛艦からなる輸送船団を発見し、浮上攻撃をかけることとなった。タングは追跡ののち、(北緯14度47分 東経144度50分 / 北緯14.783度 東経144.833度) のサイパン島近海で福山丸（会陽汽船、3,581トン）に対して魚雷を4本発射。魚雷は全て命中し、福山丸を撃沈した。翌23日未明、タングは再び輸送船団に接近し、船団の先頭を行く特設工作艦山霜丸（山下汽船、6,777トン）に対して魚雷を4本発射。1本目が山霜丸の後部に命中し、2本目も命中。3本目は山霜丸の船橋付近に命中し、山霜丸は爆発を起こして炎上しながら沈んだ。タングは引き続きサイパン島西方で哨戒を続けた。
2月24日朝、タングはタンカー、貨物船および駆逐艦の集団を発見した。タングは良い攻撃位置に就こうとしたが、スコールの到来により夜になるまで追跡を続けた。夜になり、タングは(北緯15度15分 東経143度19分 / 北緯15.250度 東経143.317度) の地点で浮上攻撃を行い、越前丸（大阪商船、2,424トン）に対して魚雷を4本発射。3本が命中し越前丸は沈没。船団の他の2隻の船は越前丸沈没で動転したのか無茶苦茶に発砲しだしたので、タングは潜航。翌朝まで追跡を続けた後、(北緯15度46分 東経144度10分 / 北緯15.767度 東経144.167度) の地点でシマロン級タンカーに類似したタンカーと判断された船、実際は特設給糧艦長光丸（日魯漁業、1,794トン）に対して魚雷を4本発射。3本を命中させて長光丸を撃沈した。翌2月26日夕方にも4隻の護衛艦を付けた輸送船団を発見し、最後に残った魚雷4本を発射したものの、船団はジグザグ航行する上に小刻みに速度を変えていたので、魚雷は全て目標の後方を通過していき命中しなかった。タングはこの哨戒で全ての魚雷を発射し、16発の命中を得た。3月3日、タングは41日間の行動を終えてミッドウェー島に帰投した。

### 第2の哨戒 パラオ・トラック
3月16日、タングは2回目の哨戒でパラオ、ダバオ方面に向かった。タングは先の哨戒と同様、この哨戒でパラオを空襲する第5艦隊に対する支援のため、パラオとダバオを結ぶ海域で脱出艦船攻撃任務と救助配備任務に就いた。パラオ近海では漁船などを発見したが、大した獲物には遭遇しなかった。2週間弱に及ぶパラオ近海での哨戒を終えるとトラック近海に移り、ここでも救助配備任務に就いた。5月1日、タングは着水に失敗して転覆している戦艦ノースカロライナ (USS North Carolina, BB-55) の観測機を発見し、パイロットなど22名を救助したあと観測機を処分した。タングはこの哨戒で5回の接触があり、そのうちの一つは先述の漁船であり、最後に接触したのは呂号潜水艦と思われる艦艇だったが、いずれも攻撃には至らなかった。タングは5月6日に哨戒海域を去り、5月15日に61日間の行動を終えて真珠湾に帰投した。

### 第3の哨戒 東シナ海・黄海
6月8日、タングは3回目の哨戒で潜水艦シーライオン (USS Sealion, SS-315)) とともに東シナ海、黄海方面に向かった。6月12日にミッドウェー島に寄港し補給。孀婦岩近海、トカラ列島を通過して東シナ海に入っていった。6月23日、タングは大隅諸島南部で哨戒配備に就くシーライオンと少し離れて哨戒を開始。同日夜には男女群島近海で潜水艦ティノサ (USS Tinosa, SS-283) と会合し、3隻は福江島と甑島列島を結ぶ海域を新たな哨戒海域に設定した。
6月24日夜、タングは（北緯32度24分 東経129度38分 / 北緯32.400度 東経129.633度） の天草灘で、16隻もの護衛艦を付けた6隻の輸送船からなる輸送船団、シンガポールから顔ぶれを何度か変えながら門司に向かっていたホ02船団を発見。タングは浮上したままホ02船団に接近し、23時54分に大型貨物船とタンカーに向けて魚雷をそれぞれ3本ずつ発射。4つの命中を得た後に何度か爆発があり、タングは2隻撃沈と記録した。しかし、タングが観測した2つの目標の影に重なるようにそれぞれ別の船舶がおり、この攻撃で玉鉾丸（会陽汽船、6,780トン）、応急タンカー那須山丸（三井船舶、4,399トン）、台南丸（大阪商船、3,175トン）、建日丸（大同海運、1,937トン）の4隻16,923トンを撃沈。攻撃後、タングは黄海での九州と大連間の航路の哨戒に移った。
6月26日、タングは甑島近海で貨物船に対し魚雷を4本発射したが、いずれも命中しなかった。6月29日にも(北緯34度27分 東経124度35分 / 北緯34.450度 東経124.583度) の地点で単独航行中の貨物船日錦丸（日産汽船、5,707トン）に対して魚雷を2本発射したが命中しなかった。タングは日錦丸を追跡し、翌30日未明に(北緯35度05分 東経125度00分 / 北緯35.083度 東経125.000度) の地点で魚雷をさらにもう1本発射。これが命中し日錦丸を真っ二つにして沈めた。翌朝、タングは(北緯34度40分 東経125度25分 / 北緯34.667度 東経125.417度) の地点でタンカーと貨物船を発見し、まず第二大運丸（丸辰海運、998トン）に魚雷1本を命中させて撃沈。同航のタンカー第一鷹取丸（飯野海運、879トン）は逃走したものの、タングは夜になって追いつき、魚雷1本を命中させて第一鷹取丸を撃沈した。7月3日にシーライオン、ティノサと再び会合した後、翌4日の夜明けごろに(北緯35度22分 東経125度55分 / 北緯35.367度 東経125.917度) の大黒山島近海の浅瀬を航行中の飛鳥山丸（三井船舶、6,886トン）を発見し、魚雷を3本発射。魚雷は飛鳥山丸の船橋下と船尾に命中し、飛鳥山丸は1分で破壊された。タングは浮上し、乗組員が漁船に救助されているところを見た。同じ日の午後、タングは飛鳥山丸と同型の山岡丸（山下汽船、6,933トン）を発見し、21時28分に魚雷を2本発射。1本が命中し山岡丸は沈没。浮上して救命ボートにしがみついていた山岡丸の生存者を救助した。タングは大連近海まで進出し、7月6日未明に(北緯38度50分 東経123度35分 / 北緯38.833度 東経123.583度) の地点で同利丸（政記輸船、1,469トン）を発見。最後に残った魚雷2本を発射し、2本とも命中。同利丸を撃沈した。7月7日に対潜部隊と思われる目標を探知したが、何事もなかった。7月14日、タングは36日間の行動を終えてミッドウェー島に帰投した。
タングは3回目の哨戒で8隻56,000トンの戦果を申告。戦後の調査で先述の2隻の追加を加算して10隻39,100トンの戦果が認められた。タングの3回目の哨戒での戦果は、一哨戒での戦果としては隻数別戦果ではトップであり、トン数戦果でも第4位にランクされる記録である。

### 第4の哨戒 日本近海
7月31日、タングは4回目の哨戒で日本近海に向かった。御蔵島、藺灘波島近海を経て8月9日に、御前崎近海の哨戒海域に到着した。翌10日、タングは中型タンカーを発見し、魚雷を3本発射したがいずれも命中しなかった。攻撃後、タングは大王崎から潮岬を結ぶ海域に移動した。8月11日、タングは(北緯33度58分 東経136度19分 / 北緯33.967度 東経136.317度) の地点で大型貨物船と2隻の貨物船、2隻の護衛艦からなる輸送船団を発見。2つの目標に向けて魚雷をそれぞれ3本発射し、大型貨物船に1本命中。大型貨物船はボイラーが爆発して沈没したように見えた。ほどなく4番目と5番目に発射した魚雷が別の目標に命中するのを確認。護衛艦が爆雷攻撃を始めたので、タングは深く潜航して攻撃が終わるのを待った。爆雷攻撃は38分ほどで終わり、潜望鏡深度に戻って観測すると、2隻の護衛艦以外は何も見えず、生存者の救助を行っている最中だった。この攻撃で老虎丸（大連汽船、3,328トン）を撃沈した。タングは東に向かい、犬吠埼と野島崎を結ぶ海域、次いで八丈島近海に移動した。
8月14日、タングは(北緯33度03分 東経140度35分 / 北緯33.050度 東経140.583度) の地点で哨戒ヨットを発見し、4インチ砲と機銃で攻撃。8つの命中弾を与えて哨戒ヨットの構造物を屠殺場に変えた。タングは再び西に向かい、8月20日と21日には貨物船を発見し雷撃したものの、魚雷は命中しなかった。しかも、発射した魚雷のうち1本は動かなかった。8日後の8月22日には三木崎近海で第二南薩丸（不詳、116トン）を発見し、魚雷を4本発射。1本を命中させてこれを撃沈した。翌23日、タングは(北緯34度37分 東経137度51分 / 北緯34.617度 東経137.850度) の静岡県掛塚灯台近海で10,000トン級の大型船と思われる船舶を発見し潜航。11時18分に魚雷を3本発射。そのうちの2本が命中し、石炭運搬船筑紫丸（三井船舶。1,857トン）を撃沈した。2日後の8月25日には、三木崎沖で中型タンカーと護衛艦を発見。最後に残った魚雷3本を全て発射し、3本とも命中したと判断した。この攻撃でタンカー第八南興丸（南方油槽船、834トン）を撃沈した。タングは翌26日に哨戒海域を離れ、9月3日に34日間の行動を終えて真珠湾に帰投した。

### 最後の哨戒 台湾海峡

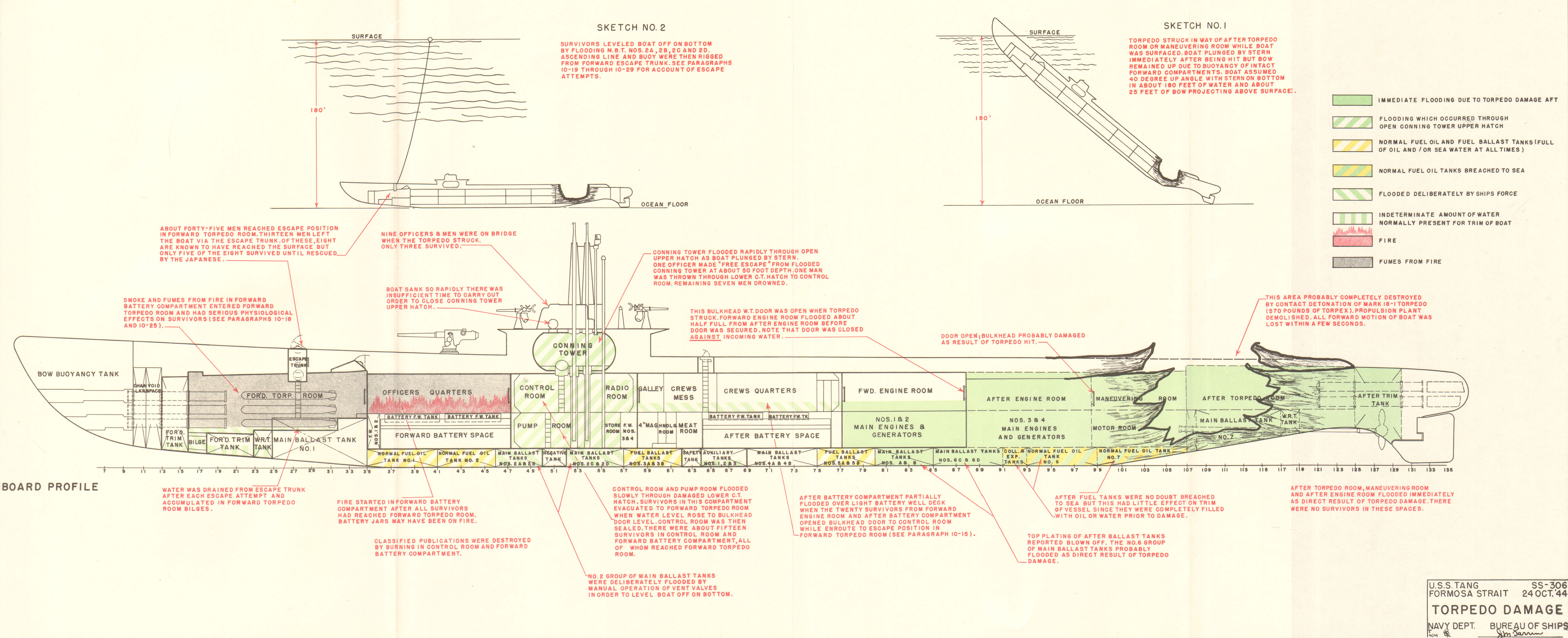
戦後の米軍の調査によるタングの破損状況図

9月24日、タングは5回目の哨戒で台湾海峡方面に向かった。しかし、この哨戒でタングはついに帰らず、タングの運命は生還したオカーン艦長による報告書で明らかになった。
タングは9月27日にミッドウェー島に寄港して補給を済ませ、台風をやり過ごした後、先島諸島近海の機雷原を抜けて台湾北部の哨戒海域に到着した。これと前後して、タングは潜水艦シルバーサイズ (USS Silversides, SS-236) 、サーモン (USS Salmon, SS-182) 、トリガー (USS Trigger, SS-237) で構成されたウルフパックに加わるかどうか意向を打診されたが、タングは単独哨戒を選んだ。10月11日未明、タングは台湾北端富貴角近海で14ノットで航行中の大型貨物船と思われる船を発見し、魚雷を3本発射。2本の魚雷が命中し、目標は沈没した。同日の21時ごろには別の目標を発見し、魚雷を1本だけ発射。魚雷は無駄にはならず、目標は沈没した。この日の攻撃で、タングは徐州号（拿捕船/東亜海運委託、1,658トン/元中国船スー・チョウ）と大分丸（関西汽船、711トン）を撃沈した。10月19日、タングは中国大陸沿岸部に進路を向けた。翌20日4時ごろ、タングはレーダーで敵の集団を探知した。観測を続けると、少なくとも香取型巡洋艦と思われる大型艦と2隻の駆逐艦がおり、19ノットの速度で航行していることがわかった。この艦隊はフィリピンに向かう第五艦隊（志摩清英中将）だった。タングは5度も接近して攻撃しようとしたが、ついに果たせなかった。タングは福州近海の海壇島（ターンアバウト島）に進入して一息ついた。
10月23日未明、タングは(北緯24度49分 東経120度26分 / 北緯24.817度 東経120.433度) の澎湖諸島北北西130キロ地点でウ03船団の接近を探知、オカーン艦長は夜間に浮上攻撃を行うことを決定した。タングは船団の中心に浮上し、前後左右に目標を置いた形となった。タングは間髪入れず、近くのタンカーに魚雷を発射した。タングは潜航することもなく取舵を切って別の目標の船尾を巡った後、艦尾発射管から魚雷を4本発射。魚雷は別のタンカーの船尾に命中し、タンカーは沈んでいった。この時、タングに横切られた貨物船が、前を行く別の船に追突した。タングの左舷前方には護衛艦が、左舷艦尾側には駆逐艦が迫っていた。タングは全速力で開けた水域に向かい、ウ03船団から離れた場所に着いたとき、別の爆発と炎上する3隻の船が観測された。この攻撃で、タングは3隻の10,000トン級タンカーを含む5隻を撃沈したと考えた。実際には東運丸（岡田商船、1,915トン）、辰寿丸（辰馬汽船、1,940トン）、若竹丸（日本郵船、1,920トン）の3隻を撃沈。この時に攻撃した「タンカー」は、後に貨物船であったことが確認された。なかでも若竹丸は、タングを発見するやいなや体当たりを試みて突進したものの寸前でかわされ、その直後に撃沈された。タングは再び海壇島に向かい、一息ついて次の攻撃に備えた。すでにレイテ島の戦いが始まっており、更なる後詰の船団が通過する可能性があった。
10月24日夕方、タングは烏キュウ嶼近海で大輸送船団を発見した。これは10月18日に伊万里湾を出航しミリに向かっていたミ23船団で、潜水艦の攻撃を避けるべく大陸沿岸すれすれの浅瀬を航行していた。タングはレーダーで探ったものの、多くの光点を示したためあまり役には立たなかった。タングは12ノット程度で航行していると思われたミ23船団の追跡を開始した。日付が変わって10月25日1時15分、護衛艦の1隻第46号海防艦はタングを探知し、発光信号とサーチライトで船団各船に全速航行するよう下令したが、サーチライトで船団を照射したことは、タングからしてみればあまりにも親切なことであった。照射により、何隻かの輸送船やタンカーの姿をさらけ出したからである。
2時8分、タングは(北緯25度04分 東経119度35分 / 北緯25.067度 東経119.583度) の地点で攻撃を開始し、輸送船に向けて魚雷を発射した後、江原丸（日本郵船、6,956トン）に向けて艦尾発射管から魚雷を発射。魚雷は江原丸の船尾と右舷船倉に命中して、江原丸は船首を海上に露出した形で沈没した。江原丸の後方を航行していた応急タンカー松本丸（日本郵船、7,024トン）は、江原丸に向けて発射された魚雷のうちの1本が命中し、航行不能となった。タングは護衛艦や船団各船からの砲火を避けるべく全速力で船団中を走り抜け、一旦船団から9キロ離れた場所に退避し、最後に残った23番目と24番目の魚雷装てんを急いだ。装てん後、タングは再び船団に近寄り、新たな目標に照準を合わせた。
23番目の魚雷は900ヤードの地点から発射され、「熱く」真っ直ぐに進んだことが確認された（hot はエンジンが点火したことを意味した）。24番目、最後の魚雷が発射され、それは舵に異常をきたしており、浮上し左に曲がって旋回し始めた。タングは予備電力を使って艦尾を振り、魚雷の進路から外れようと試みた。しかしながらおよそ20秒後、タングの後部魚雷室に自らが発射した魚雷が命中した。タングは艦尾から沈没し、水深30メートルから40メートルの海底に着底した。爆発のショックで、艦橋にいた見張りの何名かは海上に放り出された。艦内の乗員は艦前部に集まり、脱出が開始された。着底した時点では30名あまりの乗員が生存していたが、半数以上が火災による煙を吸引して窒息死し、艦を脱出できた乗組員は9名だけだった。
第34号海防艦は江原丸と松本丸の船員の何名かを救助した後、ソナーで海中を探索すると海中に動かぬ物体があるのを探知。付近の海上には漂流する船員が多数いたので、爆雷を1発だけ投じた。その後、再び救助活動を続けると、逃げてゆく漂流者がいるのを発見。ただちに確保し、尋問するとオカーン艦長と先任将校であることが分かった。間もなく近くに浮き袋が浮かび上がり、何名かのタングの乗員が浮かび上がってきたので、これらも捕虜とした。一部乗員は、自分が撃沈した、海面に突き出した輸送船の船首部分で翌朝を迎えたと伝えられた。
オカーン艦長に対する尋問が行われ、オカーンは「我々は国際法上の捕虜としての権利があり、審問を強要されるものではなく、国際法上定められた待遇をせよ」とまくし立てたので、オカーン艦長からの尋問を諦め、他の若いタング乗員にも尋問を行った。ともかく、第34号海防艦の乗組員は収容した生存者から自分が撃沈した艦がタングであることを知ると非常に喜び、艦橋両側に潜水艦の絵を白く描き、その下にタングの艦名を英語で書いて記念にした。江原丸と松本丸の船員の中には、乗り合わせたタング乗員にリンチを加えた者がいた。オカーン艦長以下生存の乗員は捕虜収容所に収容され、終戦後解放された。乗員からの情報の一部は、1944年10月に座礁喪失した潜水艦ダーター (USS Darter, SS-227) の日本側調査記録と合わせて、海軍対潜学校において『米国潜水艦関係資料速報』として編集された。
タングの沈没位置が浅海であることから、日本海軍はタングの調査と捕獲を試みた。作業は11月2日に指示され、駆逐艦栗を旗艦とする作業隊が編成された。11月15日、作業隊は(北緯25度02分 東経119度15分 / 北緯25.033度 東経119.250度) の位置を中心に作業を行い、11月28日にタングの一部を拘束した。その後も作業は続けられたが、南岸低気圧の影響で作業は次第に困難を極め、また大陸基地からのB-25などの飛来が何度かあったため、12月25日をもって作業は打ち切られた。一連の作業での成果は実質なかった。
タングは1945年2月8日に除籍された。 タングは第二次世界大戦の戦功で4個の従軍星章および2個の殊勲部隊章を受章した。オカーン艦長は最後の哨戒の功績で帰還後に名誉勲章を受章した。

### タングの戦果
タングは当初、「5度の哨戒で31隻の艦艇を撃沈し、その総トン数は227,800トンに上る。また、合計4,100トンの2隻を破壊した」とされた。戦後にJANACによる調査で「24隻の日本軍艦艇を撃沈し、その総トン数は93,824トンに上る」と下方修正されたものの、「一艦一艦長」が打ち立てたこの記録は、アメリカ潜水艦中他に及ぶもののない記録である。例えば、トートグ (USS Tautog, SS-199) の隻数別戦果トップ（26隻、JANAC）の記録は3人の艦長で打ち立てたものである。また、トン数戦果でタングの上を行くフラッシャー (USS Flasher, SS-249) （100,231トン、JANAC）、ラッシャー (USS Rasher, SS-269) （99,901トン、JANAC）、バーブ (USS Barb, SS-220) （96,628トン、JANAC）の記録も複数の艦長が作り上げたものである。